# Niels Lavesen Brock
 Der er flere personer med dette navn, se Niels Brock (flertydig).
Niels (Lavesen) Brock (død 1534) var en dansk rigsråd, til Estrup og Vemmetofte. Han var søn af Lave Eskesen Brock og Kirstine Pedersdatter Høg.
Niels Brock var ikke myndig ved faderens død, derfor omtales Niels først i 1523 under oprøret i Jylland, hvor han opholdt sig rolig på Estrup udvidende om, at han var stedsøn af en af oprørets hovedmænd rigsråd Peder Lykke til Nørlund og måske allerede bestemt til svigersøn af en anden af hovedmændene Hr. Predbjørn Podebusk, hvis datter Jytte han indgik ægteskab med i 1529.
Han var således en af de sidste jyske adelsmænd, der opsagde sit troskab til Christian 2.. To dage efter Frederik 1. hyldning blev han truet på liv og gods.
Først efter sit ægteskab fik han i 1530 tildelt Ulvborg og Hind Herreder. Nogen anden tildeling fik han aldrig, men blev omtrent samtidig optaget i Rigsrådet. Under Herredagen i 1533 efter kongens død sluttede han sig til det katolske flertal; ved Grevefejdens udbrud deltog han i møderne i Ry Kirke, hvor den jyske adel erklærede sig for Christian 3., men faldt 16. oktober 1534 ved Svenstrup mod Skipper Clement. Hans enke ægtede senere en bekendt, Knud Henriksen Gyldenstjerne.

## Ægteskab
Niels Lavesen Brock var gift med:
- Jytte Predbjørnsdatter Podebusk, (død 26. maj 1573, Randers)

søn Lave Nielsen Brock, (død 4. november 1565 Halmstad)
datter Margrethe Nielsdatter Brock, (død 1603)